# NGC 4178
NGC 4178 је спирална галаксија у сазвежђу Девица која се налази на NGC листи објеката дубоког неба.
Деклинација објекта је + 10° 51' 51" а ректасцензија 12h 12m 46,2s. Привидна величина (магнитуда) објекта NGC 4178 износи 11,3 а фотографска магнитуда 12,0. Налази се на удаљености од 18,965 милиона парсека од Сунца. NGC 4178 је још познат и под ознакама IC 3042, UGC 7215, MCG 2-31-50, CGCG 69-88, VCC 66, PGC 38943.